# ケイン・ウィリアムソン
ケイン・ステュアート・ウィリアムソン（英: Kane Stuart Williamson、1990年8月8日 - ）は、ニュージーランド・タウランガ出身のプロクリケット選手。ニュージーランド代表。バッター。